# Eduard Baumgarten

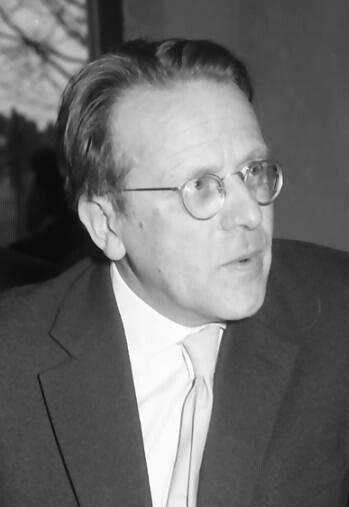
Eduard Baumgarten (1959)

Eduard Baumgarten (* 26. August 1898 in Freiburg im Breisgau; † 15. August 1982 in Frankfurt am Main) war ein deutscher Philosoph und Soziologe. Er arbeitete über die US-amerikanische Geistesgeschichte und Philosophie und verfasste ein Buch über seinen Onkel Max Weber.

## Leben
Eduard Baumgartens Eltern waren Fritz Baumgarten (1856–1913) und Else Georgii (1859–1924), sein Vater war ein älterer Cousin Max Webers und der Großvater Hermann Baumgarten gehörte zu den Lehrern und väterlichen Freunden Max Webers.

### Erster Weltkrieg, Weimarer Republik
Am Ersten Weltkrieg nahm Baumgarten als Kriegsfreiwilliger teil. Anschließend  studierte er in Freiburg, München und Heidelberg  Nationalökonomie, Geschichte und Philosophie (u. a. bei Edmund Husserl). Er promovierte 1924 bei Alfred Weber über Innere Formen menschlicher Vergemeinschaftung. Als Austauschstudent in den USA hörte er u. a. bei John Dewey. Er war Fellow der Abraham-Lincoln-Stiftung, einem deutschen Zweig der Rockefeller Foundation.
Baumgarten war Gastdozent an der Columbia-University, New York (1924), in Chicago (1926) und in Madison, Wisconsin (1926/27). Er kehrte 1929 nach Deutschland zurück und hielt zunächst Gastvorlesungen an der Technischen Hochschule Stuttgart. Baumgarten plante, sich in Freiburg bei Martin Heidegger zu habilitieren. Heidegger hatte ihm eine Assistentenstelle in Aussicht gestellt und die beiden Männer freundeten sich zunächst auch privat an. Es kam aber, anscheinend nach einem Kantreferat Baumgartens im Oberseminar, zum Zerwürfnis. Für Heidegger war Baumgartens pragmatistische Auffassung von Philosophie unakzeptabel. Der bereits in Göttingen habilitierte jüdische Philosoph Werner Gottfried Brock erhielt 1931 Heideggers Assistentenstelle und Baumgarten verließ Freiburg um seinerseits an die Georg-August-Universität Göttingen zu wechseln.

### Zeit des Nationalsozialismus
Anfang 1933 erhielt Baumgarten in Göttingen einen (unbesoldeten) Lehrauftrag für Amerikakunde. Er unterrichtete in den folgenden Jahren amerikanische Philosophie und Geistesgeschichte (Ralph Waldo Emerson, William James, John Dewey, Benjamin Franklin), Pragmatismus und Puritanismus (Seminar über Jonathan Edwards und Nathaniel Hawthorne). Wegen seiner erfolgreichen Lehrveranstaltungen sollte er 1933 eine Dozentenstelle mit Prüfungserlaubnis erhalten und war bereit, sich politisch anzupassen. Er beantragte die Mitgliedschaft in der SA. Beides, SA-Mitgliedschaft und Anstellung als Dozent, versuchte Heidegger zu verhindern.
In einem Schreiben vom 16. Dezember 1933 an den „ersten Führer“ der NS-Dozentenschaft an der Universität Göttingen, Hermann Vogel denunzierte Heidegger Baumgarten als wenig überzeugten Nationalsozialisten. Im Schreiben heißt es: „Dr. Baumgarten kommt verwandtschaftlich und seiner geistigen Haltung nach aus dem liberal-demokratischen Heidelberger Intellektuellenkreis um M. Weber. Während seines hiesigen Aufenthalts war er alles andere als Nationalsozialist... Nachdem Baumgarten bei mir gescheitert war, verkehrte er sehr lebhaft mit dem früher in Göttingen tätig gewesenen und nunmehr hier entlassenen Juden Fränkel. Ich vermute, daß Baumgarten sich auf diesem Wege in Göttingen untergebracht hat... Ich halte zur Zeit seine Aufnahme in die SA für ebenso unmöglich wie die in die Dozentenschaft... Auf dem Gebiet der Philosophie jedenfalls halte ich ihn für einen Blender“.  Vogel, der Empfänger dieses Briefes, selbst Privatdozent für landwirtschaftliche Tiermedizin, beurteilte das Schreiben als „hassgeladen“ und unbrauchbar und legte es zu den Akten. Baumgarten konnte seine Karriere fortsetzen – mit Hilfe der NSDAP, wie Rüdiger Safranski schreibt.
Baumgarten wurde am 20. April 1936 habilitiert und am 10. Juni 1937 zum Dozenten ernannt. Bereits am 1. April 1934 war er in den NSLB (Nr. 294.404) eingetreten, 1937 folgte die Mitgliedschaft im NSDDB. Zum 1. Mai 1937 trat er der NSDAP bei (Mitgliedsnummer 4.494.575) und wurde im selben Jahr Blockwart.
Im November 1940 wurde er als ordentlicher Professor an die Albertus-Universität Königsberg berufen, wo er dann als stellvertretender Direktor des Philosophischen Seminars fungierte. Dort lehrte er bis 1945 und sorgte gemeinsam mit Otto Koehler dafür, dass Konrad Lorenz auf den Königsberger Lehrstuhl für Humanpsychologie berufen wurde.

### Nachkriegszeit, Bundesrepublik Deutschland
Nach Kriegsende wurde Baumgartens Schrift Deutsche Führungsmodelle: Offizier, Gelehrter, Handwerker (Vieweg, Braunschweig 1945) aus der Reihe „Schriften der Akademie für Jugendführung“ in der Sowjetischen Besatzungszone auf die Liste der auszusondernden Literatur gesetzt.
Durch Entlastungsschreiben von Karl Jaspers, Marianne Weber, Leopold von Wiese und Arnold Bergsträsser blieb Baumgarten trotz seiner nationalsozialistischen Vergangenheit im Universitätsdienst und war 1945 zunächst Gastprofessor an der  Universität Göttingen. Baumgarten hatte  eine Kopie von Heideggers Brief aus dem Jahr 1933 durch einen sympathisierenden Sekretär erhalten. Nur aufgrund dieser Umstände existiert dieses Beweisstück heute noch. Während der Anhörungen zur Entnazifizierung Baumgartens im Jahre 1946 kam die Denunziation durch Heidegger ans Licht.
1948 wechselte Baumgarten nach Freiburg im Breisgau und wurde 1953 Honorarprofessor an der Technischen Hochschule Stuttgart. Von 1957 bis zu seiner Emeritierung 1963 hatte er den Lehrstuhl für Soziologie an der Wirtschaftshochschule Mannheim inne.

## Schriften
- Nationalismus und Sozialdemokratie. F.P. Lorenz, Freiburg im Breisgau und Leipzig 1919.
- Innere Formen menschlicher Vergemeinschaftung. Material-soziologische Untersuchungen zur Deutung einer gegenwärtigen Kulturbewegung (Manuskript). Heidelberger Dissertation 1924.
- Ein Bericht aus Amerika. In: H. Goverts (Hrsg.): Der Student im Auslande, Band VII/VIII, 1929, S. 201–217.
- Von der Kunst des Kompromisses. 1933 und ²1949 (Hirzel, Stuttgart 1949).
- Sinn der Auslandskunde. In: Neue Jahrbücher für Wissenschaft und Jugendbildung, Band 10, 1934, S. 41–48. Baumgartens  Einführungs-Vorlesung.
- Das politische Fach der Amerikakunde an der Universität Göttingen. In: Niedersächsische Hochschul-Zeitung, vom 12. Juni 1934, S.S. 1934, S. 7–8.
- Gemeinschaft und Gewissen in Shakespeares ‚Coriolan‘ . In: Neuere Sprachen, Band 43, 1935, S. 363–384 und 413–425.
- Die geistigen Grundlagen des amerikanischen Gemeinwesens. Band I: Benjamin Franklin. Der Lehrmeister der amerikanischen Revolution. Klostermann, Frankfurt am Main 1936; Band II: Der Pragmatismus: R.W. Emerson, W. James, J.Dewey. Klostermann, Frankfurt am Main 1938.
- Kants Lehre vom Wert der Person. In: Blätter für Deutsche Philosophie, Band 15, 1941/42, S. 69–93.
- Der Mensch als Soldat. In: Blätter für deutsche Philosophie, Band 16, 1942, S. 207–227.
- Erfahrung und Denken. In: Beilage der Preussischen Zeitung vom 13. Februar 1942: ‚Kant-Copernicus-Tage der Universität Königsberg‘.
- Erfahrung und Wahrheit. In: Forschungen und Fortschritte, Oktober 1942.
- Erfolgsethik und Gesinnungsethik. In: Blätter für deutsche Philosophie, Band 17, 1943, S. 96–117.
- Deutsche Führungsmodelle: Offizier, Gelehrter, Handwerker. Vieweg, Braunschweig [1945] (Schriften der Akademie für Jugendführung, Band 3). Vortrag vor der Braunschweiger Akademie für Jugendführung, September 1943.
- Amerikakunde. M. Diesterweg, 1952. 2. Auflage.
- Das Vorbild Emersons im Werk und Leben Nietzsches. In: Jahrbuch für Amerikastudien, Band 1, Winter, Heidelberg 1956.
- Max Weber. Werk und Person. Mohr, Tübingen 1964.
- Gewissen und Macht. Abhandlungen und Vorlesungen 1933–1963, ausgewählt und eingeleitet von Michael Sukale. Hain, Meisenheim am Glan 1971 (=Mannheimer sozialwissenschaftliche Studien, Band 2)